# 히가시쇼로 신호장
히가시쇼로 신호장(일본어: 東庶路信号場)은 일본 홋카이도 시라누카 군 시라누카정에 있는 홋카이도 여객철도 네무로 본선의 신호장이다.

## 구조
3선을 가진 단선 엇갈림 · 추월 형태의 신호장이다. 남쪽에 있는 본선이 교행화되어 있다. 교환밖에 되지 않고, 상하선과도 추월 가능, 상하 보통열차의 교환중에, 본선을 특급열차가 통과하는 광경도 볼 수 있다.

## 주변
- 국도 제38호선
- 고이토이 자연 관찰공원
- 히로요 수산 구시로 공장

## 역사
- 1966년 9월 27일 : 신설.
- 1971년 8월 1일 : 무인화.
- 1987년 4월 1일 : 민영화에 의해, 홋카이도 여객철도로 이관.

## 인접 정차역
| 홋카이도 여객철도 네무로 본선 | 홋카이도 여객철도 네무로 본선 | 홋카이도 여객철도 네무로 본선 |
| ----------------------------- | ----------------------------- | ----------------------------- |
| 쇼로 다키카와 방면            | 네무로 본선                   | 오타노시케 구시로 방면        |